# SV Rheinland 1914 Mayen
SV Rheinland 1914 Mayen was een Duitse voetbalclub uit Mayen, Rijnland-Palts.

## Geschiedenis
De club werd opgericht in 1914 als FC Rheinland Mayen. Na aansluiting bij de West-Duitse voetbalbond ging de club in de Zuidrijncompetitie en speelde tijdens de Eerste Wereldoorlog kort in de hoogste klasse. Na de oorlog ging de club in de Rijncompetitie spelen, maar slaagde er niet in te promoveren naar de hoogste klasse. Toen in 1928 een deel van de clubs in de nieuwe Middenrijncompetitie gingen spelen trad Rheinland wel aan in de hoogste klasse. Rheinland werd afgetekend laatste met slechts twee punten. Na twee seizoenen in de tweede klasse promoveerde de club weer en werd nu zesde op tien clubs, terwijl stadsrivaal TuS Mayen groepswinnaar werd. Het volgende seizoen werd de zevende plaats bereikt.
Na dit seizoen kwam de NSDAP aan de macht in Duitsland. De acht competities van de West-Duitse bond werden ontbonden en er werden drie nieuwe Gauliga's ingevoerd. Door de zevende plaats werd de club echter niet geselecteerd voor de hoogste klasse.
In 1939 fuseerde de club gedwongen met TuS Mayen. De naam van de nieuwe club werd TuS Mayen 1886/1914. In 1945 werd in Mayen ook de Spiel-und Sportverein Mayen opgericht, dat later de naam SV Rheiland Mayen aannam en dus niet dezelfde club is als Rheinland 1914.